# Группа советских военных специалистов в Алжире
Группа советских военных специалистов в Алжире — группа военных советников СССР действующая на территории Алжира с 1962 по 1965 годы.  

## История
В 1954 в Алжире началась война за независимость. Советское руководство поддержало восставших и оказывало всемерную дипломатическую поддержку в ООН сформированному в 1958 году Временному правительству Алжирской Республики (ВПАР).
Советский Союз помогал алжирской армии национального освобождения оружием и другим военным имуществом. По инициативе СССР, аналогичную позицию по отношению к Алжиру занимали Болгария и Югославия.
В боевых действиях в Алжире участвовали 337 советских военных советников и специалистов. Они способствовали организационно-кадровому укреплению алжирской армии, улучшению планирования операций против колониальных войск Франции. 
18 марта 1962 года стороны подписали соглашение, предусматривавшее прекращение военных действий и предоставление Алжиру независимости.
Обустройству страны после войны в значительной мере мешали сплошные минные заграждения. Еще в 1959 году на границе с Марокко, французской армией были установлены минные поля на всех наиболее важных участках. Была создана система постов и проволочных заграждений (560 км, в том числе 430 км электрифицированных). Вдоль границы с Тунисом также протянулись 1500 км электрифицированных проволочных заграждений, усиленных сплошными минными полями.
В сентябре 1962 года правительство Алжира направило телеграмму руководству СССР, в которой излагалась просьба оказать содействие в уничтожении минно-взрывных и иных заграждений. Советская сторона согласилась помочь алжирскому народу (соглашение от 27 июля 1963 г.).
11 октября 1962 года в Алжир прибыла первая группа из 10 офицеров — специалистов минного дела. В июне 1963 г. в Алжир прибыла вторая группа советских военных специалистов. Вскоре в Алжире находилось уже более ста советских специалистов-сапёров и военнослужащих срочной службы. Большинство офицеров имели большой опыт работы, участвовали в Великой Отечественной войне и были награждены многими правительственными наградами. К осени 1963 года на боевом счету каждого минера было уже по 10-15 тысяч уничтоженных мин.
С самого начала работы на земле Алжира советские сапёры уделяли особое внимание подготовке специалистов по разминированию из офицеров и солдат алжирской армии. Это было нелегкой задачей, в том числе и по причине языкового барьера (зачастую приходилось использовать тройной перевод — с русского на французский, а затем — на арабский).
Последние советские сапёры покинули Алжир в июне 1965 года. За все время они обезвредили около 1,5 млн мин, разминировали более 800 км минно-взрывных полос и очистили 120 тыс. га земли.
Всего при осуществлении разминирования в Алжире погибли в катастрофах и при других обстоятельствах, умерли от ран и болезней 25 советских специалистов, в том числе 1 человек — при разминировании. Боевая работа советских воинов по разминированию явилась одной из наиболее ярких составляющих советско-алжирского сотрудничества в военной области.